# Боннет, Стид
Стид Боннет (англ. Stede Bonnet) (1688—1718) — английский пират, называемый иногда «джентльмен пиратов», в основном — из-за его происхождения. Его первая достаточно полная биография содержится в книге «Всеобщая история пиратства» Чарльза Джонсона. Боннет родился в богатой английской семье на острове Барбадос и унаследовал семейное поместье после смерти отца в 1694 году. В 1709 году он женился на Мэри Элламби и некоторое время служил в колониальном ополчении. Из-за проблем в браке и несмотря на отсутствие опыта мореплавания, летом 1717 года Боннет решил заняться пиратством. Он купил парусное судно, назвал его «Месть» и отправился с нанятой командой по Восточному побережью нынешних Соединённых Штатов, захватывая другие суда и сжигая барбадосские корабли.
Боннет отправился в Нассау на Багамских островах, где находилось пристанище для пиратов, известное как «Республика Пиратов», но был тяжело ранен в пути во время столкновения с испанским военным кораблём. Прибыв в Нассау, Боннет встретил печально известного пирата Чёрная Борода. Будучи не в состоянии руководить своей командой, Боннет временно уступил Чёрной Бороде командование кораблём. Прежде чем расстаться в декабре 1717 года, Чёрная Борода и Боннет грабили и захватывали торговые суда вдоль Восточного побережья. После того, как Боннету не удалось захватить судно «Протестантский Цезарь», его команда покинула его и перешла к Чёрной Бороде на борт судна «Месть королевы Анны». Боннет остался в качестве гостя на корабле Чёрной Бороды и больше не командовал экипажем до лета 1718 года, когда он был помилован губернатором Северной Каролины Чарльзом Иденом и получил разрешение на каперство против испанского флота. Боннет испытывал искушение возобновить пиратство, но не хотел терять помилование, поэтому он взял псевдоним «капитан Томас» и сменил название своего корабля на «Ройял Джеймс». Он вернулся к пиратству к июлю 1718 года.
В августе 1718 года Боннет поставил «Ройял Джеймс» на якорь в устье реки Кейп-Фир для очистки и ремонта корабля. В конце августа и сентябре полковник Уильям Ретт с разрешения губернатора Южной Каролины Роберта Джонсона возглавил морскую экспедицию против пиратов на реке. Ретт и люди Боннета вели бой в течение нескольких часов, но пираты, уступавшие в численности, в конце концов сдались. Ретт арестовал пиратов и в начале октября доставил их в Чарльз-Таун. Боннет бежал 24 октября, но был схвачен на острове Салливана. 10 ноября Боннет предстал перед судом и был обвинён в двух актах пиратства. Судья Николас Тротт приговорил Боннета к смертной казни. Боннет написал губернатору Джонсону письмо с просьбой о снисхождении, но Джонсон поддержал решение судьи, и 10 декабря 1718 года Боннет был повешен в Чарльз-Тауне.

## Пиратская деятельность Боннета

Пиратский флаг Стида Боннета

Летом 1717 года Стид Боннет вышел в море на собственном шлюпе «Месть» (Ревендж), вооружённом 10 пушками и с командой из 70 человек. Первоначально Стид объявил, что это торговый рейс, но после захвата или ограбления нескольких судов, основная цель экспедиции окончательно прояснилась. Боннет крейсировал вдоль берегов Северной Америки, захватывая или грабя проходящие суда. Боннет поступал как большинство пиратов, брал торговые суда на испуг или на абордаж, забирал груз или забирал судно, высадив команду, сжигал захваченный корабль. Например, захватив в августе 1717 году два судна, с бригантины забрали весь товар и отпустили восвояси, а шлюп с грузом рома, сахара и рабами, забрали с собой. После того как использовали шлюп для кренгования, его сожгли.
С наступлением осени Боннет направился на юг, но по пути его ждала встреча с военным испанским кораблём. Как и в большинстве других случаев, пират после тяжёлого боя вынужден был сбежать.
Важным поворотом в судьбе Боннета была его встреча со знаменитым Эдвардом Тичем по прозвищу «Чёрная Борода». Отряд майора присоединился к пиратам Тича, а сам он, согласно Дефо, передал командование своим кораблем одному из помощников Чёрной Бороды и некоторое время служил у него на корабле.
Когда корабль Чёрной Бороды потерпел крушение вблизи острова Топсел, майор решил подчиниться условиям королевского указа о помиловании; он снова взял на себя командование своим шлюпом и прибыл в Баттаун в Северной Каролине, где объявил о своей готовности выполнять волю короля, за что и был помилован.
Когда разразилась война между конфедератами Тройственного союза и Испанией, Боннет вознамерился добиться разрешения главнокомандующего атаковать испанцев. С этой целью он покинул Северную Каролину и взял курс на остров Сент-Томас. Когда он вновь оказался на острове Топсел, то обнаружил, что Тич и его отряд уже уплыли отсюда на небольшом корабле и увезли с собой все деньги, оружие и другие вещи, а также высадили здесь семнадцать провинившихся человек из своего экипажа. Боннет взял бедняг к себе на борт.

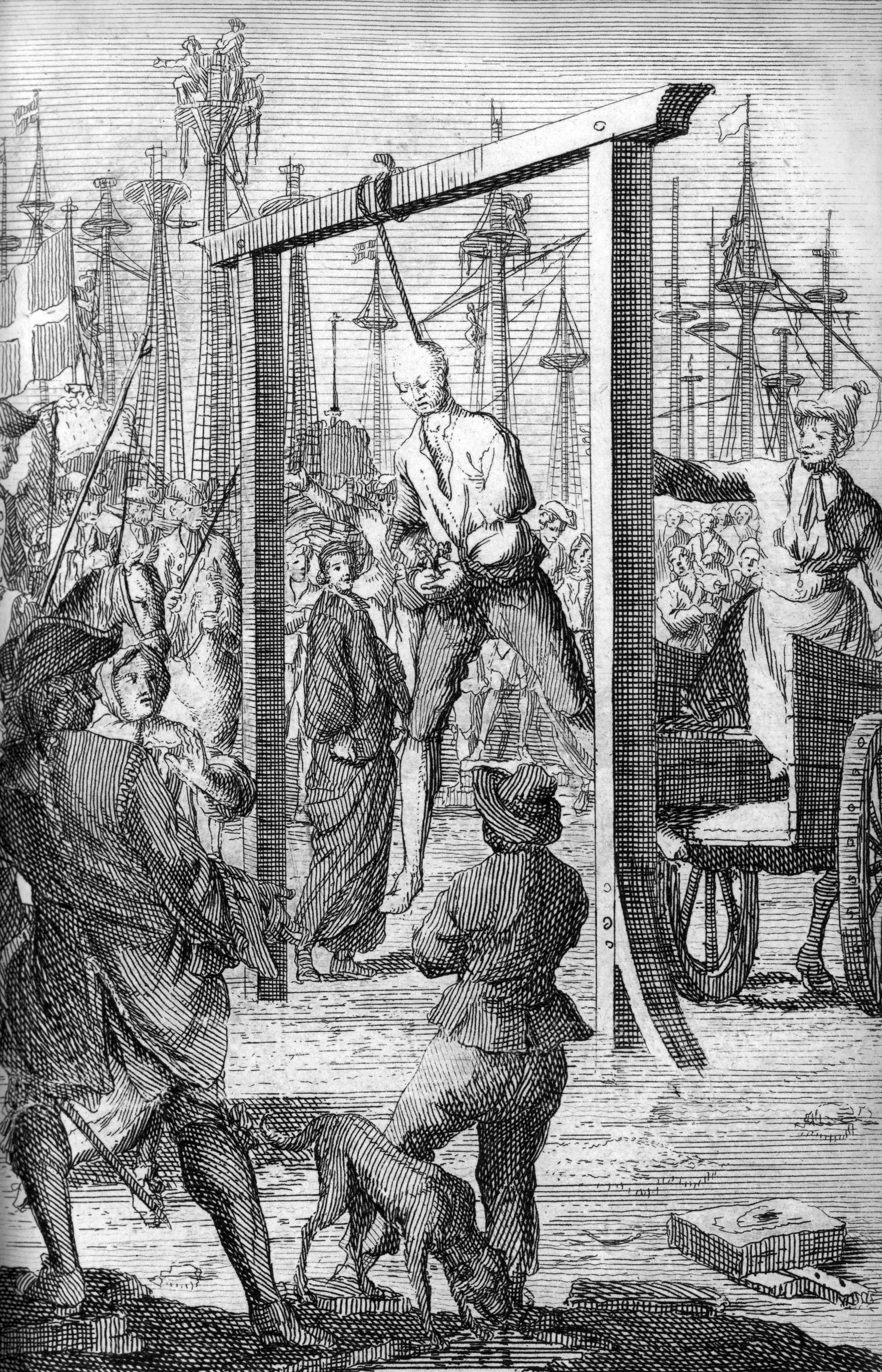
Смерть Стида Боннета. Гравюра из книги «История пиратов» Чарлза Джонсона (Даниеля Дефо), издание 1725 года

От команды встретившегося ему по дороге шлюпа майор узнал, что капитан Тич с восемнадцатью или двадцатью людьми находится на острове Окракок. Желая отомстить Тичу за ряд нанесённых ему оскорблений, Боннет решил сначала плыть к месту убежища капитана, но упустил его; после безрезультатного крейсирования в течение четырёх дней в районе Окракока он взял курс на Вирджинию.
Под новым именем Томаса (псевдоним он взял из-за того, что под настоящим именем получил помилование) майор вновь занялся пиратством, захватывая и грабя встречные корабли.
По причине неоднократных известий о захвате кораблей неким пиратом, Совет Южной Каролины направил полковника Уильяма Ретта с двумя шлюпами к месту пребывания пирата с тем, чтобы атаковать его корабли. После кровопролитной битвы полковник Ретт прибыл в Чарлстон 3 октября 1718 года с пленниками на борту. Боннет был взят под стражу.
Через некоторое время Боннет с одним из своих сообщников бежал из тюрьмы. Губернатор отправил несколько вооружённых барков на поиски беглецов, а также опубликовал воззвание, обещая вознаграждение в 700 фунтов стерлингов тому, кто сможет поймать его. Боннет был найден на острове Суилливантс, сдался и был препровождён на следующий день в Чарлстон, где по приказу губернатора его поместили под стражу в ожидании судебного процесса над ним.
28 октября 1718 года открылся процесс. Перед судом предстали Стид Боннет и ещё тридцать пиратов; почти все они были объявлены виновными и приговорены к смерти. Речь судьи полностью приведена во «Всеобщей истории пиратства» Даниеля Дефо.
10 декабря 1718 года Стид Боннет был повешен в Уайт-Пойнте.

## В искусстве
- В игре Sid Meier’s Pirates! 2004 года в качестве одного из представителей различных эпох пиратства, которых можно победить и продвинуться в списке пиратов на большее количество мест.
- Стид Боннет присутствует в игре Assassin's Creed IV: Black Flag. Здесь он предстаёт в образе простодушного и неуверенного торговца, позже решившего встать на путь пиратства.
- История Боннета изображена в пародийном ключе в сериале «Наш флаг означает смерть».